# Сони Андерсон
Сони Андерсон да Силва Нилмар (на португалски: Sonny Anderson da Silva Nilmar) е бразилски футболист-национал, нападател.

## Кариера
Започва професионалната си кариера през 1987 в Клуб де Регаташ Вашко да Гама. Най-силният период в неговата кариера е от 1999 до 2003 г. във френския Олимпик Лион. Там изиграва 110 мача със 71 гола. От 2006 г. е играч на отбора от Катар Ал-Гарафа. Към 2006 г. е отбелязал 322 гола в официални мачове между клубни отбори. В националния отбор на своята страна дебютира през 1997 г. До 2001 г. изиграва 7 мача с 1 гол.